# Claudio da Luz
Claudio da Luz (* 27. Mai 1979 in Luxemburg) ist ein luxemburgischer Fußballspieler mit kap-verdischen Wurzeln. 

## Verein
Von 2000 bis 2012 absolvierte er für Avenir Beggen, Etzella Ettelbrück und Swift Hesperingen insgesamt 286 Spiele (61 Tore) in der BGL Ligue, der höchsten luxemburgischen Fußballliga. Mit Beggen gewann er 2002 außerdem den nationalen Pokal durch einen 1:0-Finalsieg über den F91 Düdelingen. Seit 2013 ist Da Luz nur noch im heimischen Amateurbereich aktiv, aktuell spielt er 2023/24 beim Viertligisten FC Tricolore Gasperich. 

## Nationalmannschaft
Da Luz gab sein Debüt für die luxemburgische Nationalmannschaft am 5. September 2002 in einem Freundschaftsspiel gegen Israel. Drei Jahre später kam er auf drei weitere Einsätze in WM-Qualifikationsspielen. Sein letztes Länderspiel bestritt Da Luz am 12. Oktober 2005 gegen Estland.

## Erfolge
- Luxemburgischer Pokalsieger: 2002